# الگا بووانچ
اُلگا ماریا بووانچ (لهستانی: Olga Maria Bołądź؛ زادهٔ ۲۹ فوریهٔ ۱۹۸۴) بازیگر اهل لهستان است.
از فیلم‌ها یا برنامه‌های تلویزیونی که وی در آن نقش داشته‌است، می‌توان به دختری از پستو، حالا یا هرگز!، پیمان ورشو، جنگ‌های پنهان، بوتاکس، خیوکا، صفر، کارناوال، پزشکان، زنی که رؤیای مردی را داشت، هتل ۵۲ و دلیری ایرنا سندلر اشاره کرد.